# 反犹太主义武器化
反犹太主义武器化又稱反犹太主义工具化、打反犹太主义牌。 是指有人為了某種政治目的而隨意批評他人的行為涉嫌反犹太主义，例如當有人批評以色列时，另一批不支持批評的人就說批評以色列的人在搞反犹太主义，以此來回擊批評以色列的人 。有人批评隨意指控他人反猶太主義這一行為本身就是一種抹黑策略，且隨意指控他人反猶太主義也是在訴諸動機。  還有評論認為，将对以色列的批评定义为反犹太主义是在帮助以色列领导层推行极端主义、种族主义政策。